# Selsjön, Norrbotten
Selsjön är en sjö i Luleå kommun i Norrbotten och ingår i Alåns huvudavrinningsområde. Sjön har en area på 0,0759 kvadratkilometer och ligger 30,1 meter över havet. Sjön avvattnas av vattendraget Alån (Långsjöån).

## Delavrinningsområde
Selsjön ingår i det delavrinningsområde (729692-176915) som SMHI kallar för Ovan Dönträskbäcken. Medelhöjden är 63 meter över havet och ytan är 11,95 kvadratkilometer. Räknas de 15 avrinningsområdena uppströms in blir den ackumulerade arean 338,72 kvadratkilometer. Avrinningsområdets utflöde Alån (Långsjöån) mynnar i havet. Avrinningsområdet består mestadels av skog (78 procent). Avrinningsområdet har 0,08 kvadratkilometer vattenytor vilket ger det en sjöprocent på 0,6 procent.